# 2423 Ibarruri
2423 Ibarruri eller 1972 NC är en asteroid i huvudbältet som korsar Mars omloppsbana. Den upptäcktes 14 juli 1972 av den sovjetisk-ryska astronomen Ljudmila Zjuravljova vid Krims astrofysiska observatorium på Krim. Den har fått sitt namn efter Rubén Ruiz Ibárruri.
Asteroiden har en diameter på ungefär 4 kilometer.